# أوسكار دانيلسون
أوسكار دانيلسون (بالسويدية: Oscar Danielson)‏ هو مغني وكاتب أغاني وكاتب سويدي، ولد في 1971.

## وصلات خارجية
- أوسكار دانيلسون على موقع ميوزك برينز (الإنجليزية)
- أوسكار دانيلسون على موقع ديسكوغز (الإنجليزية)